# Wiener Peaks
Wiener Peaks är en bergstopp i Antarktis. Den ligger i Västantarktis. Inget land gör anspråk på området. Toppen på Wiener Peaks är 762 meter över havet.
Terrängen runt Wiener Peaks är platt åt nordväst, men åt sydost är den kuperad. Terrängen runt Wiener Peaks sluttar västerut. Trakten är obefolkad. Det finns inga samhällen i närheten. 